# Guilherme Samaia
Guilherme Samaia, né le 2 octobre 1996 à São Paulo, est un pilote automobile brésilien.

## Biographie

### Débuts en monoplace
En 2013, Samaia a participé à 2 des 16 courses du championnat Fórmula Junior Brazil pour Satti Racing Team, inscrivant 10 points et terminant seizième du championnat.
Pour 2015, il s'engage en Championnat du Brésil de Formule 3 "série Light" pour l'écurie "Cesário". Il est monté sur treize podiums en seize courses, et remporté six victoires. Il remporte le titre de champion avec 171 points.
Fidèle à Cesário, Samaia a rejoint le principal Championnat du Brésil de Formule 3 pour la saison 2016. Il a terminé 2e de la première manche de la saison au Velopark, derrière Carlos Cunha Filho. Samaia n'a remporté sa première course que lors de la première course sur le circuit d'interlagos lors de la quatrième manche de la saison, il remportera deux autres courses, ce qui lui permet de terminer la saison sur un note excellente avec trois victoires et dix podiums. Samaia termine vice-champion avec 140 points.
En 2017, Samaia dispute sa troisième saison dans ce même championnat. Il domine nettement le championnat, remportant toutes les courses sauf trois, (terminant respectivement cinquième, huitième et deuxième dans les courses qu'il n'a pas remportées). Il remporte le championnat avec 219 points.

### F3 Britannique et Euroformula Open
Toujours en 2017, Samaia s'engage en Formule 3 Britannique BRDC avec l'écurie Double R Racing. Il monte deux fois sur le podium à Spa-Francorchamps et à Snetterton. Il termine treizième du championnat derrière la future championne de W Series, Jamie Chadwick.
Il fait également ses débuts en Euroformula Open avec Carlin Motorsport à partir de la manche de Silverstone. Il poursuit la saison jusqu'au bout mais ne termine que dix-septième du championnat avec 7 petits points inscrits. La saison suivante il signe avec RP Motorsport avec laquelle il décroche un podium à Spa-Francorchamps. Il termine sixième du championnat avec 94 points; le champion n'étant autre que son coéquipier, compatriote et futur adversaire en Formule 2, Felipe Drugovich.
En 2019, change pour Teo Martín Motorsport avec laquelle il dispute les quatre premières manches. Il monte à nouveau sur le podium au Castellet, il se classe seizième avec 26 points.

### Promotion en Formule 2

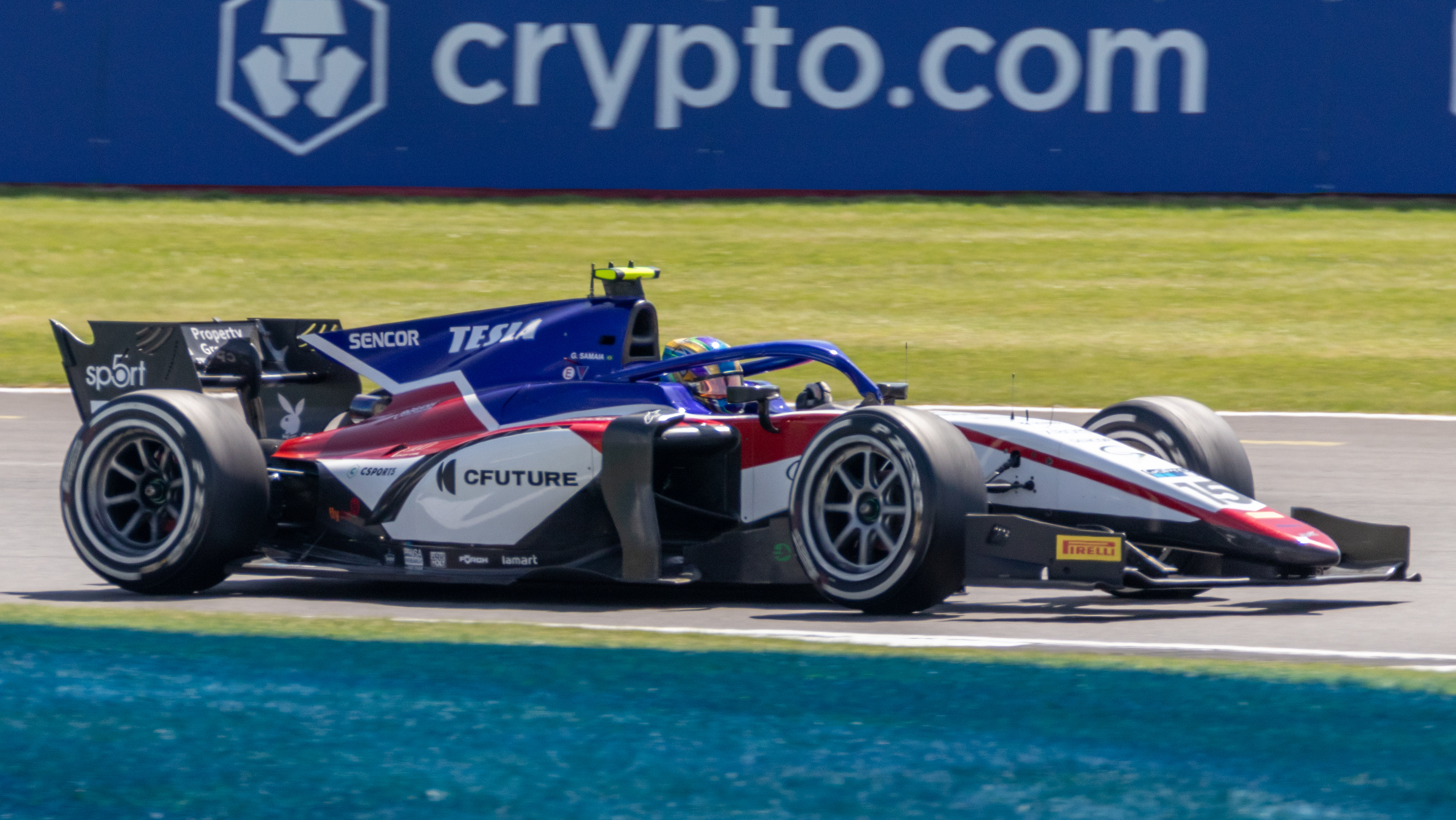
Guilherme Samaia à Silverstone en Formule 2 en 2021.

Le 17 février 2020, Campos Racing annonce que Samaia courrait pour eux après un test d'après-saison réussi à Abu Dhabi en 2019. Son coéquipier a également été annoncé le même jour comme étant le Britannique Jack Aitken. Tout au long de l'année, le Brésilien n'a marqué aucun point, une 14e place à Monza étant son meilleur résultat de l'année. Samaia a terminé 24e au classement des pilotes, le plus bas des pilotes ayant couru la saison complète.
En 2021, il est transféré chez Charouz Racing System où il fait équipe avec David Beckmann. Lors de la première manche disputée à Bahreïn, il termine deux fois 11e lors des deux courses sprint signant son meilleur résultat dans la discipline.

## Résultats en compétition automobile

### Résultats en monoplace
| Saison | Championnat                                                  | Écurie                | Courses | Victoires | Pole positions | Meilleurs tours | Podiums | Points | Classement |
| ------ | ------------------------------------------------------------ | --------------------- | ------- | --------- | -------------- | --------------- | ------- | ------ | ---------- |
| 2013   | Formule Junior Brésil                                        | Satti Racing Racing   | 2       | 0         | 0              | 0               | 0       | 10     | 16e        |
| 2015   | Championnat du Brésil de Formule 3 Light Series Championship | Cesário F3            | 16      | 3         | 1              | 2               | 9       | 171    | Champion   |
| 2016   | Championnat du Brésil de Formule 3                           | Cesário F3            | 16      | 6         | 2              | 7               | 13      | 140    | 2e         |
| 2017   | Euroformula Open                                             | Carlin Motorsport     | 8       | 0         | 0              | 0               | 0       | 7      | 17e        |
| 2017   | Formule 3 Britannique BRDC                                   | Double R Racing       | 24      | 0         | 0              | 0               | 2       | 195    | 13e        |
| 2017   | Championnat du Brésil de Formule 3                           | Cesário F3            | 16      | 13        | 5              | 12              | 14      | 219    | Champion   |
| 2018   | Euroformula Open                                             | RP Motorsport         | 16      | 0         | 0              | 0               | 1       | 94     | 6e         |
| 2018   | Championnat d'Espagne de Formule 3                           | RP Motorsport         | 6       | 0         | 0              | 0               | 0       | 40     | 5e         |
| 2019   | Euroformula Open                                             | Teo Martín Motorsport | 8       | 0         | 0              | 1               | 1       | 26     | 16e        |
| 2019   | Euroformula Open Winter Series                               | Teo Martín Motorsport | 2       | 0         | 1              | 0               | 0       | 17     | 6e         |
| 2020   | Formule 2                                                    | Campos Racing         | 24      | 0         | 0              | 0               | 0       | 0      | 24e        |
| 2021   | Formule 2                                                    | Charouz Racing System | 23      | 0         | 0              | 0               | 0       | 0      | 24e        |